# (3246) Bidstrup
Pour les articles homonymes, voir Bidstrup.
(3246) Bidstrup est un astéroïde de la ceinture principale, dénommé d'après le dessinateur et caricaturiste Herluf Bidstrup. 

## Description
(3246) Bidstrup est un astéroïde de la ceinture principale. Il fut découvert le 1er avril 1976 à Naoutchnyï par Nikolaï Tchernykh. Il présente une orbite caractérisée par un demi-grand axe de 3,20 UA, une excentricité de 0,03 et une inclinaison de 21,8° par rapport à l'écliptique.

## Compléments